# 안녕, 내 사랑 (영화)
안녕, 내 사랑(MURDER, MY SWEET)은 미국에서 제작된 에드워드 드미트릭 감독의 1944년 범죄, 드라마 영화이다. 딕 포웰 등이 주연으로 출연하였다.

## 출연

### 주연
- 딕 포웰
- 클레어 트레버
- 앤 셜리

### 조연
- 오토 크러거
- 마이크 마주키
- 마일즈 맨더
- 더글러스 월턴
- 도널드 더글러스
- 랄프 해롤드
- 에스더 하워드

## 제작진
- 원작자: 레이먼드 챈들러
- 프로듀서: 애드리안 스콧